# Hejare

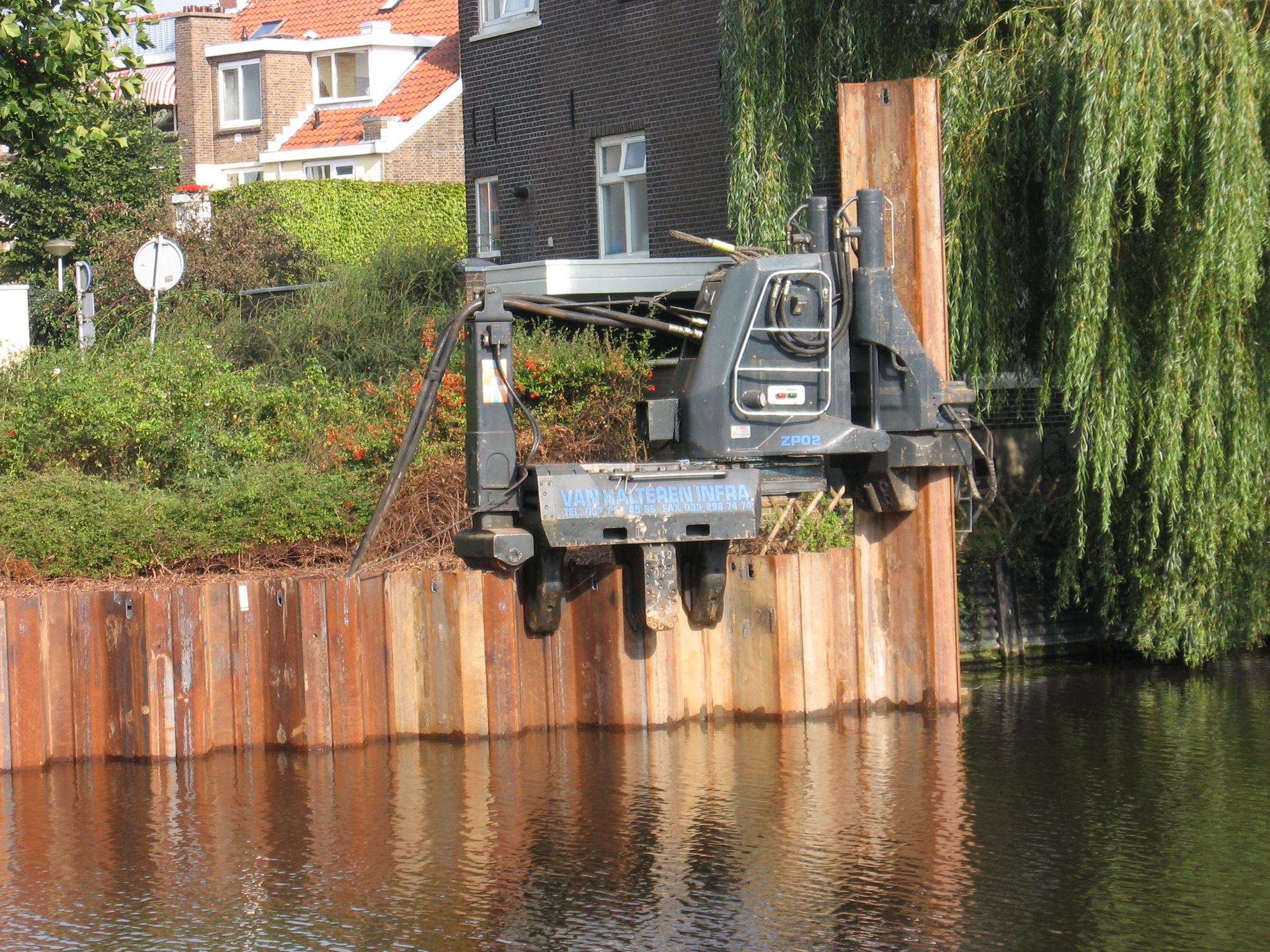
Hydrauldriven hejare

Hejare, en vikt, som upplyfts till en viss höjd och åter får falla ned, för att utöva verkan genom den vid fallet förvärvade energin. Hejaren nyttjas vid flera tillfällen som en del av arbetsmaskiner, till exempel vid pålkranar, fallhammare, fallverk m.m. I överflyttad bemärkelse används ordet även som beteckning för hela arbetsmaskinen ifråga.